# Criterio di Chauvenet
In statistica, il criterio di Chauvenet fornisce un metodo per stabilire l'affidabilità di un dato rispetto agli altri osservati, cioè se il dato vada considerato come un outlier.

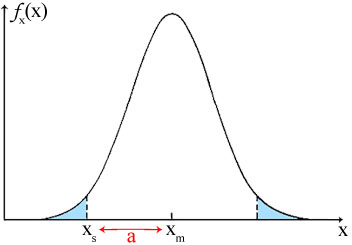
In azzurro è evidenziata la probabilità di presentazione dei dati esterni all'intervallo.

Si supponga di avere estratto {\displaystyle n} osservazioni e sia {\displaystyle f_{x}(x)} la distribuzione normale con media {\displaystyle x_{m},} se {\displaystyle x_{s}} è l'osservazione sospetta, si procede calcolando la probabilità associata all'estrazione di osservazioni dalla distribuzione normale più lontani dalla media di {\displaystyle x_{s}.} Sia quindi
{\displaystyle |x_{m}-x_{s}|=a,}
la distanza tra la media e il dato sospetto; essendo la funzione di distribuzione considerata simmetrica rispetto a {\displaystyle x_{m},} la probabilità che capitino eventi esterni all'intervallo {\displaystyle [(x_{m}-a),(x_{m}+a)]} è:
{\displaystyle \Pr \left\{X<(x_{m}-a)\right\}+\Pr \left\{X>(x_{m}+a)\right\}=2\int _{x_{m}+a}^{+\infty }f_{x}(x)dx.}
Quindi, se la probabilità risultante {\displaystyle p} è tale che:
{\displaystyle np<0{,}5,}
allora si rigetta il dato {\displaystyle x_{s}} e si ripete il procedimento con un {\displaystyle a} minore. Se invece è
{\displaystyle np>0{,}5,}
allora si conserva il dato e si ripete il procedimento con un {\displaystyle a} maggiore.
Alla fine del procedimento, trovato il dato {\displaystyle x_{s}} per il quale la probabilità in esame soddisfi {\displaystyle np=0{,}5,} i dati al di fuori del range {\displaystyle [(x_{m}-a),(x_{m}+a)]} saranno scartabili, mentre quelli all'interno attendibili.